# Justus Holtz
Justus Holtz (Salzgitter, 1997) è un giocatore di football americano tedesco che milita nel ruolo di wide receiver nei New Yorker Lions.